# Beetsha
Beetsha est une ville du Botswana.